# Standbeeld van Julius Caesar
Het standbeeld van Julius Caesar is een standbeeld op het Romeins Plein in Velzeke (Velzeke-Ruddershove), deelgemeente van Zottegem.

## Geschiedenis
Het standbeeld werd in 1998 opgericht ter gelegenheid van de Caesarfeesten en stelt Julius Caesar voor als symbool voor de Romeinse geschiedenis van Velzeke. Velzeke was immers een Romeinse vicus (die echter pas na Julius Caesar werd gesticht) aan de heirbaan Boulogne-Asse-Tongeren en de Romeinse weg Velzeke-Bavay en heeft daarom een Provinciaal Archeocentrum Velzeke. In 2020 werd het standbeeld gevandaliseerd; in juli 2021 werd het hersteld. 

## Afbeeldingen

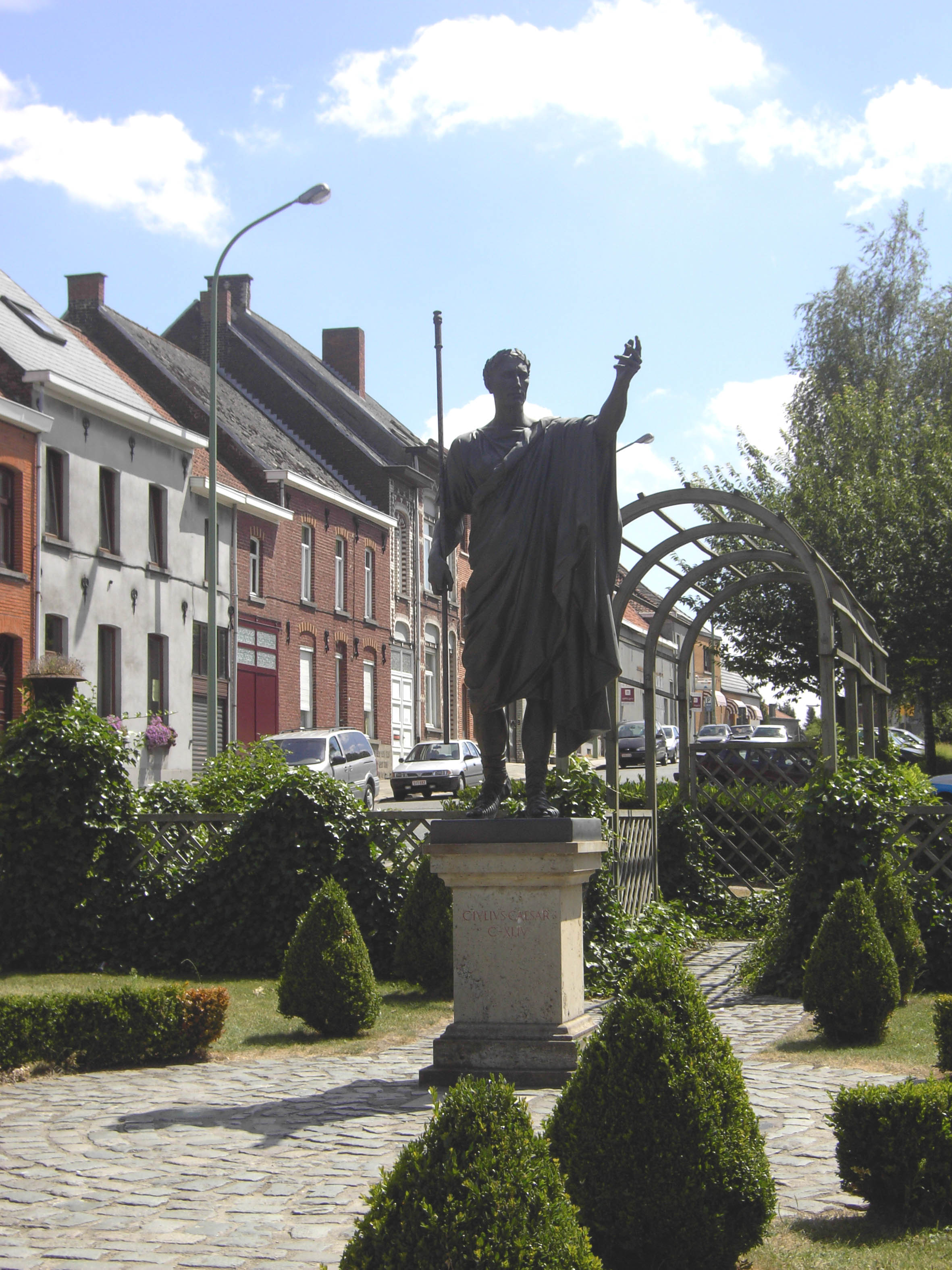
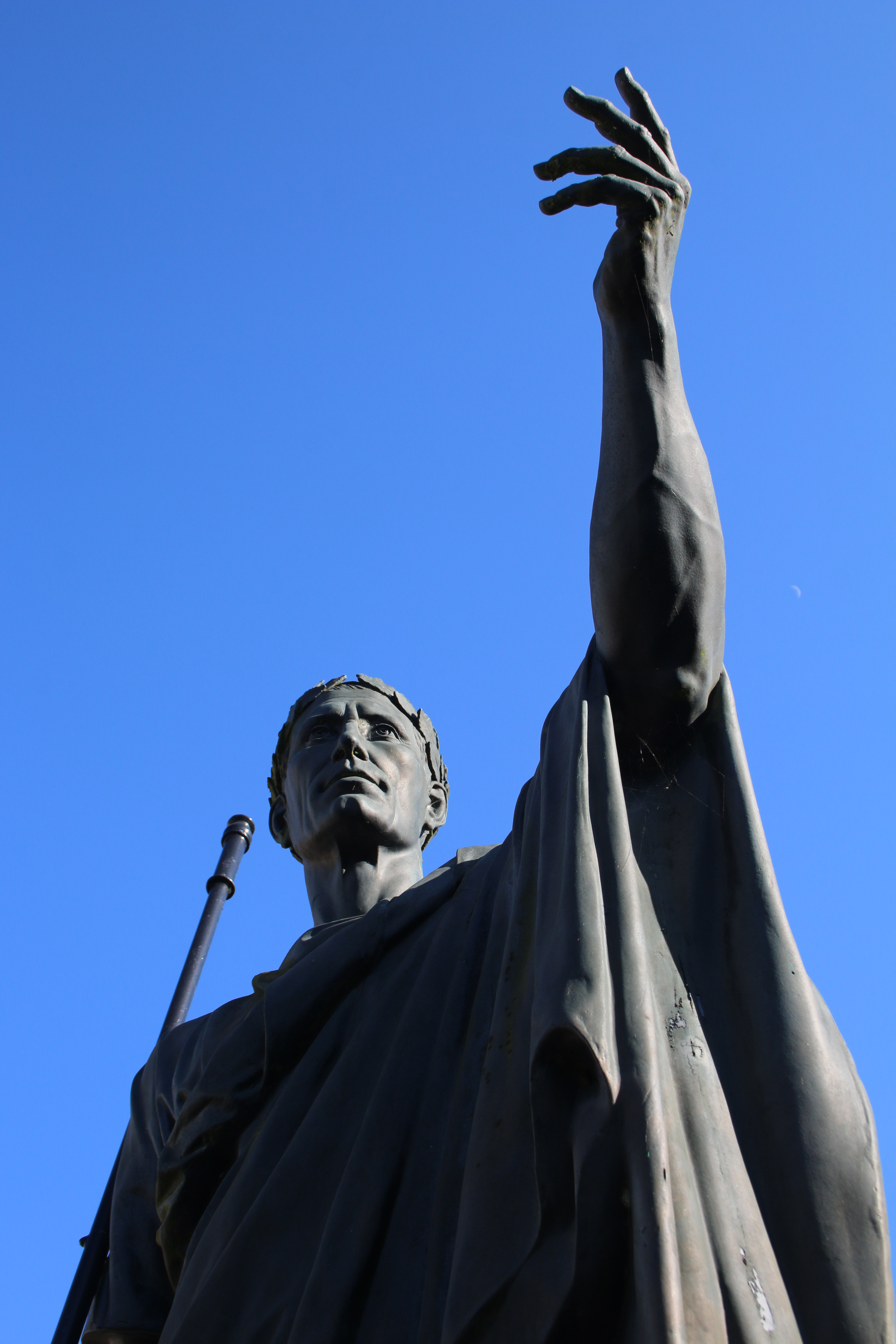
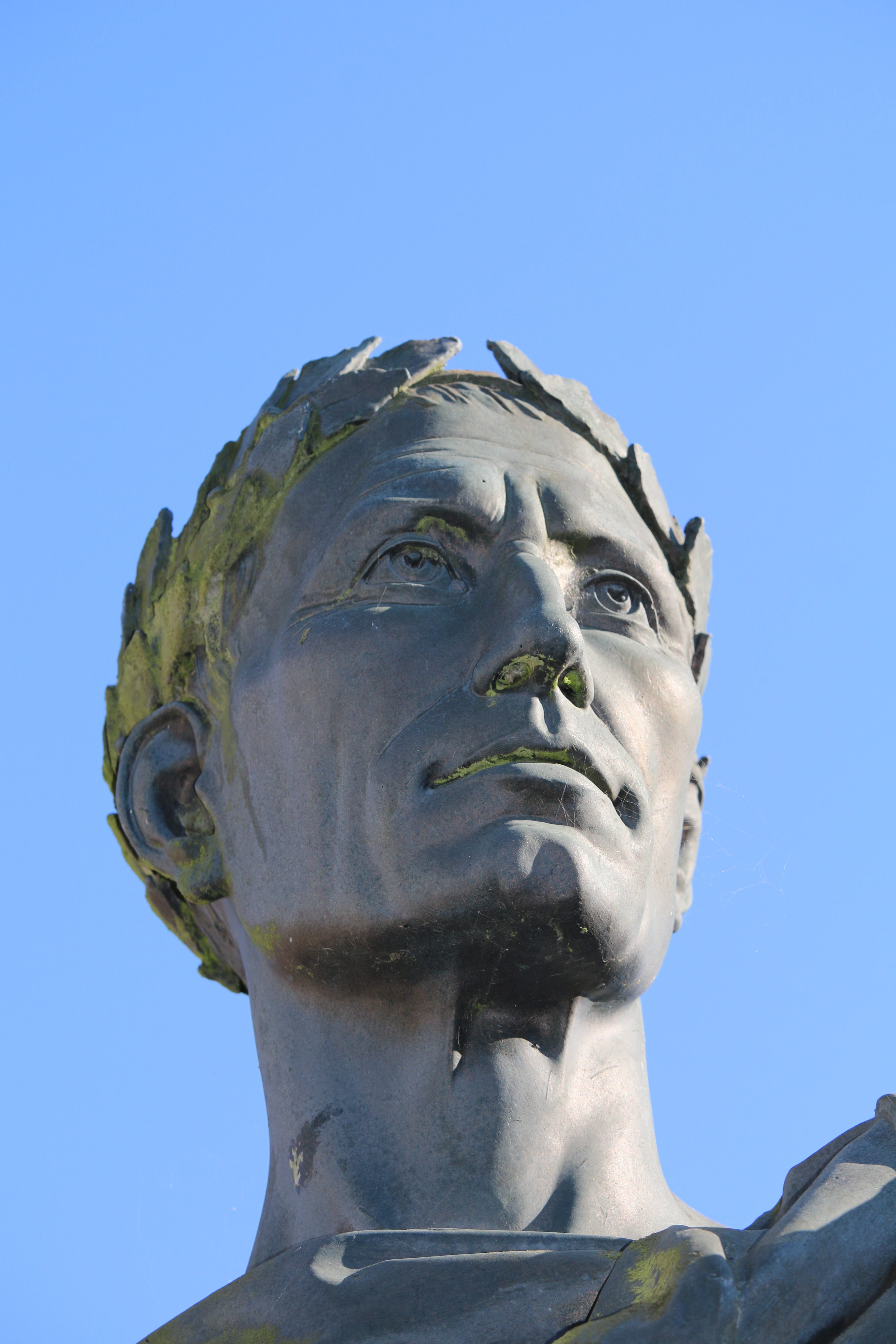
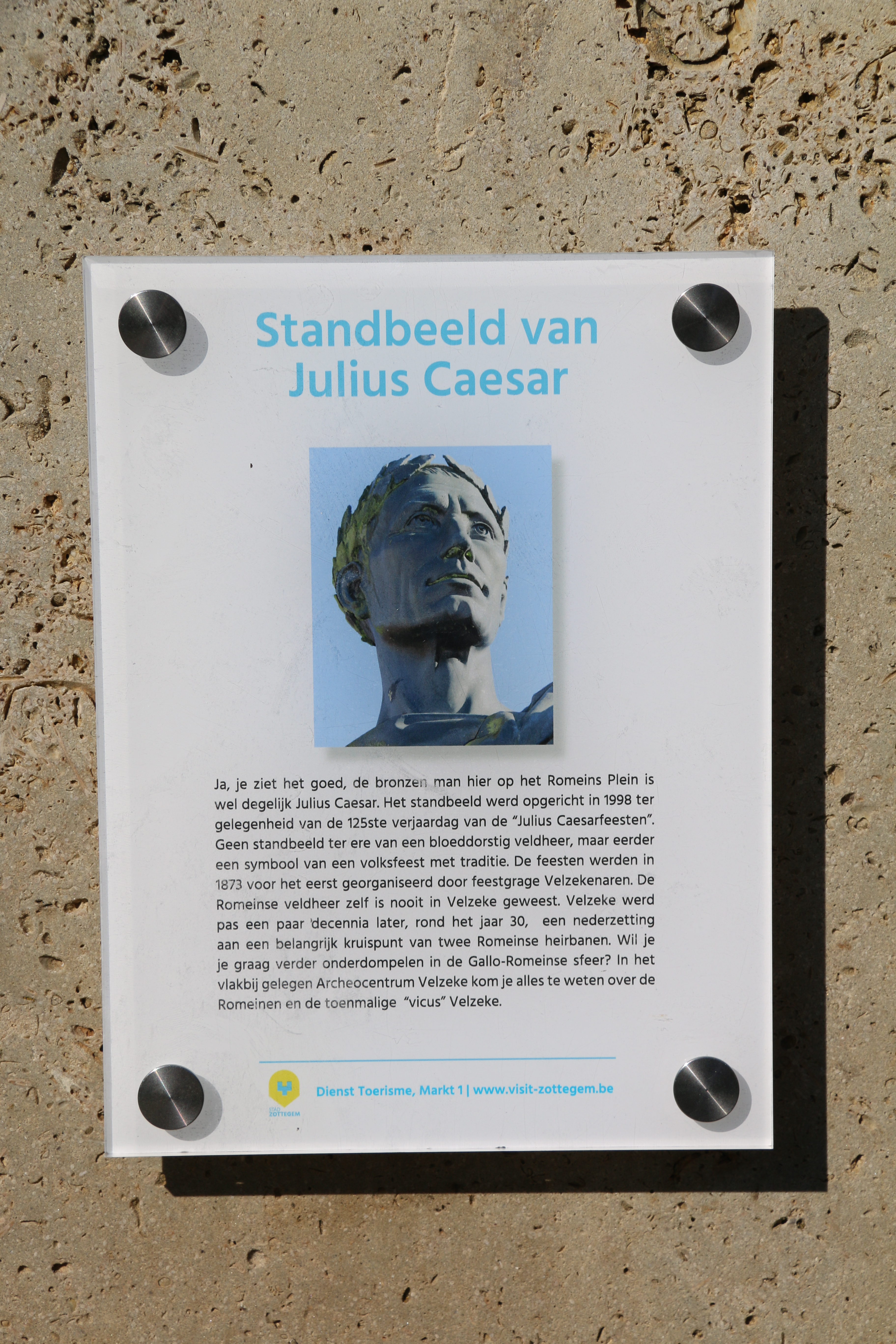